# Balaenoptera ricei
Cá voi Rice (danh pháp khoa học: Balaenoptera ricei) là một loài cá voi tấm sừng hàm đặc hữu ở các vùng đông bắc vịnh Mexico. Trong lịch sử, nó được xác định là một phân loài của cá voi Bryde và được gọi là cá voi Bryde của vịnh Mexico. Sự phân biệt của nó với loài này lần đầu tiên được phát hiện vào năm 2014 bởi hai nhà di truyền học, chúng đã tìm thấy bằng chứng DNA ty thể và hạt nhân cho thấy quần thể GoMx là một dòng tiến hóa riêng biệt và là một loài mới có thể liên quan chặt chẽ nhất với cá voi Eden. Bằng chứng giải phẫu và di truyền bổ sung được công bố trong một nghiên cứu tiếp theo vào năm 2021 đã xác nhận tình trạng này. Tên chung và tên riêng được đặt để vinh danh nhà bác học quá cố Dale W. Rice.